# Bruno Dequier
 (janvier 2018).
Si vous disposez d'ouvrages ou d'articles de référence ou si vous connaissez des sites web de qualité traitant du thème abordé ici, merci de compléter l'article en donnant les références utiles à sa vérifiabilité et en les liant à la section « Notes et références ».
Bruno Dequier, né le 7 septembre 1980 à Bordeaux, est un auteur de bande dessinée, directeur d'animation, réalisateur, storyboardeur et animateur français.

## Biographie de l’auteur
Bruno Dequier nait le 7 septembre 1980 à Bordeaux, en Gironde. Après l'obtention de son baccalauréat, il devient élève de l'École Emile Cohl de Lyon en 2000. Il suit les enseignements d'art graphique de cet institut pendant trois ans jusqu'en 2003, année où il réussit le concours d'entrée à l'école des Gobelins de Paris, dans la discipline animation. Il est diplômé de cette école en 2006.
À sa sortie d'école, il participe à l'élaboration du storyboard du film Un monstre à Paris produit par Europacorp. En 2009, les studios Universal Pictures recrutent Dequier pour travailler en qualité d'animateur sur le film Moi, moche et méchant. À l'issue de cette collaboration, il accepte une responsabilité de chef animateur sur le film Un monstre à Paris.
C'est également en 2009 qu'il élabore les premières esquisses du projet de la bande dessinée consacrée au personnage de Louca, une série de BD jeunesse sur le thème du foot. Ce projet, accepté par l'éditeur Dupuis, débouche sur la signature d'un contrat entre l'éditeur et l'auteur en 2010.
Parallèlement, Dequier poursuit sa carrière au cinéma en travaillant en 2010, comme animateur, sur le film Le Lorax produit par Universal Pictures. Cette collaboration s'accentue en 2011 : cette fois, en qualité de directeur de l'animation, il poursuit ses activités artistiques chez Universal Picture, en travaillant sur Moi, moche et méchant 2, Moi, moche et méchant 3 et Minions. Il co-réalise également le court métrage Puppy (court-métrage pour le dvd de Moi, moche et méchant 2), avec Yarrow Cheney qui en est le réalisateur et le scénariste.
Il poursuit en même temps la série Louca. Il a fait paraître le tome 1 et 2 en 2013 , le tome 3 en 2014 , le tome 4 en 2015 , le tome 5 en 2017 , le tome 6 en 2018, le tome 7 en 2019, le tome 8 en 2020, le tome 9 en 2021, le tome 10 en 2022 et le tome 11 en 2024.  La bande-dessinée a connu un grand succès auprès du public et des critiques.

## Publications
- Louca :
- Saison 1 :

1. Coup d'envoi, 2013[2]
2. Face à face, 2013
3. Si seulement, 2014
4. L'espoir fait vivre, 2015

- Saison 2 :

1. Les Phœnix, 2017
2. Confrontations, 2018
3. Foutu pour foutu, 2019
4. E-Sport, 2020
5. Game Over, 2021

- Saison 3 :

1. L'histoire de Nathan, 2022
2. La coupe du Griffon, 2024
3. Phénoménal, 2025

## Filmographie
- Pyrats (court-métrage d’animation) co-réalisateur et co-scénariste avec Yves Bigerel, Benjamin Fiquet, Nicolas Gueroux et Julien Le Rolland
- Un monstre à Paris (réalisé par Bibo Bergeron) storyboard et chef animateur
- Moi, moche et méchant (co-réalisé par Pierre Coffin et Chris Renaud) storyboard et animation
- Le Lorax (co-réalisé par Chris Renaud et Kyle Balda) animation
- Moi, moche et méchant 2 (co-réalisé par Pierre Coffin et Chris Renaud) directeur d’animation
- Puppy (court-métrage d’animation) co-réalisateur avec Yarrow Cheney
- Les Minions (co-réalisé par Kyle Balda et Pierre Coffin) directeur d’animation
- Moi, moche et méchant 3 (co-réalisé par Kyle Balda, Pierre Coffin et Éric Guillon) directeur d’animation

## Récompense
- 2013 : Prix Conseil Général pour Louca [3]
- 2014 :  Prix Saint-Michel jeunesse / humour pour Louca, t. 3 : Si seulement...